# Pseudogekko compresicorpus
Pseudogekko compresicorpus — вид геконоподібних ящірок родини геконових (Gekkonidae). Ендемік Філіппін.

## Поширення і екологія
Pseudogekko compresicorpus мешкають на островах Лусон, Полілло, Масбате і Таблас, можливо, також на інших островах, зокрема на Катандуанесі. Вони живуть у первинних і вторинних вологих тропічних лісах, на висоті від 100 до 800 м над рівнем моря.